# Alekber Suleymanov
 (février 2025).
Pour les articles homonymes, voir Suleymanov.
Alekber Suleymanov (en azéri : Ələkbər Bağır oğlu Süleymanov; né le 31 décembre 1916, dans le village Qatar de Qafan, au Zanguezour, gouvernorat de Gandja et mort en 2000 à Bakou) est un maître pétrolier de la RSS d'Azerbaïdjan, docteur en sciences techniques (1964), travailleur émérite des sciences et technologies de la RSS d'Azerbaïdjan (1954), ingénieur émérite de la RSS d'Azerbaïdjan (1969).

## Biographie
- En 1922, Alekber  Baghir oghlu Suleymanov et sa famille s'installent à Bakou.
- En 1933, début ses activités de production.
- En 1937, diplôme d'une école technique pétrolière.
- En 1940, chef du trust Gyurgyanneft
- En 1942, directeur du trust Ordjonikidzeneft.
- En 1949, Alekber Suleymanov justifie théoriquement et applique en pratique le développement de puits avec ajout de liquide.
- En 1953, diplôme de l'Université d'État russe du pétrole et du gaz I.-M.-Goubkine
- En 1960, sa thèse sur le thème : Technologie et équipements pour l'exploitation des puits de petit diamètre.
- En 1964, sa thèse de doctorat sur le thème : Développement de gisements de pétrole avec des puits de petit diamètre.
- 1965-1970, vice-ministre de l'industrie pétrolière de la République
- 1970-1972, chef de PA Azneft, Kaspmorneft
- 1976-1980, directeur adjoint pour la science à Kaspmorneftegazprom.

Sous sa direction, les champs pétroliers et gaziers Neft Daşları, Zira, Murovdag, Karabagly, Kyursengi, Muradkhanly et d’autres sont explorés et mis en service.
À l'initiative de Suleymanov A.B., la première plate-forme stationnaire offshore en eau profonde est créée et construite sur la structure nommée d'après le 28 avril. Des forages exploratoires sur cette plateforme ont permis de découvrir le grand champ pétrolifère de Gunechli. Au cours des années suivantes, de nouveaux gisements en eau profonde Chirag , Azéri, Kapaz ont également été découverts
- En 1980-2001 A.Suleymanov est directeur adjoint de la recherche à Gipromorneftegaz.

## Recherches scientifiques
Suleymanov A. B. est un éminent scientifique dans le domaine du développement des gisements de pétrole et de gaz. Domaine de recherche scientifique : développement et exploitation de champs de condensats de pétrole et de gaz ; création d'équipements opérationnels; technologie d'automatisation de la production pétrolière; augmentation de la récupération du pétrole.
Il est l’auteur de 155 inventions et d' 350 articles scientifiques et 12 monographies. Il a formé 5 docteurs et 16 candidats en sciences.

## Titres et décorations
- lauréat du Prix d'État de l'URSS et de l'Azerbaïdjan
- Travailleur émérite de la science et de la technologie de l'Azerbaïdjan
- Ingénieur émérite de l'Azerbaïdjan
- Ouvrier émérite du pétrole de l'URSS
- Travailleur honoré de l'industrie gazière de l'URSS
- l'Ordre de Lénine
- l'Insigne d'honneur
- le Drapeau rouge du travail, et des médailles.